# Temporada 1999-2000 del FC Barcelona (femení)
La temporada 1999-00 és la 12a en la història del Club Femení Barcelona.

## Desenvolupament de la temporada
Les jugadores queden sisenes classificades del grup 3 de Divisió d'Honor i no es classifiquen per la final a quatre.

## Jugadores i cos tècnic

### Plantilla
La plantilla i el cos tècnic del primer equip per a l'actual temporada (manca informació) són els següents:
| N. | Pos. | Nac. | Jugador             |
| -- | ---- | --- | ------------------- |
| —  | DEF  | [[Fitxer:Flag of Catalonia.svg\|23x15px\|border \|alt=Catalunya\|link=Selecció de futbol de Catalunya\|{{#if:\|]] | Ana María Escribano |
| —  | DEF  | [[Fitxer:Flag of Catalonia.svg\|23x15px\|border \|alt=Catalunya\|link=Selecció de futbol de Catalunya\|{{#if:\|]] | Sheila Sanchón      |
| —  | DEF  | [[Fitxer:Flag of Catalonia.svg\|23x15px\|border \|alt=Catalunya\|link=Selecció de futbol de Catalunya\|{{#if:\|]] | Marisa Quiles       |

| N. | Pos. | Nac. | Jugador         |
| -- | ---- | --- | --------------- |
| —  | DEF  | [[Fitxer:Flag of Catalonia.svg\|23x15px\|border \|alt=Catalunya\|link=Selecció de futbol de Catalunya\|{{#if:\|]] | Esther Casals   |
| —  | MIG  | [[Fitxer:Flag of Catalonia.svg\|23x15px\|border \|alt=Catalunya\|link=Selecció de futbol de Catalunya\|{{#if:\|]] | Goretti Donaire |
| —  | DAV  | [[Fitxer:Flag of Catalonia.svg\|23x15px\|border \|alt=Catalunya\|link=Selecció de futbol de Catalunya\|{{#if:\|]] | Laia Ramón      |

### Cos tècnic
- Entrenador:  Salvador Casals

## Partits
Victòria       Empat       Derrota

### Lliga
| 5 de setembre de 1999 | Unió Esportiva L'Estartit (femení) | 4-2   | Club Femení Barcelona | L'Estartit, Torroella de Montgrí, Catalunya |  |
| Jornada 1             |                                    | [ 3 ] |                       |                                             |  |

| 12 de setembre de 1999 | Club Femení Barcelona | 2-3   | Club de Fútbol Llers (femení) | Barcelona, Catalunya                        |  |
| Jornada 2              |                       | [ 3 ] |                               | Zona Esportiva del FC Barcelona Catalunya · |  |

| 19 de setembre de 1999 | Terrassa Futbol Club (femení) | 2-3   | Club Femení Barcelona | Terrassa, Catalunya |  |
| Jornada 3              |                               | [ 3 ] |                       |                     |  |

| 26 de setembre de 1999 | Club Femení Barcelona | 8-0   | Club Futbol Femení Tortosa Ebre | Barcelona, Catalunya                        |  |
| Jornada 4              |                       | [ 3 ] |                                 | Zona Esportiva del FC Barcelona Catalunya · |  |

| 3 d'octubre de 1999 | Club Femení Barcelona | 0-2   | Reial Club Deportiu Espanyol de Barcelona | Barcelona, Catalunya                        |  |
| Jornada 5           |                       | [ 3 ] |                                           | Zona Esportiva del FC Barcelona Catalunya · |  |

| 10 d'octubre de 1999 | Llevant Unió Esportiva (femení) | 7-0   | Club Femení Barcelona | València, Comunitat Valenciana |  |
| Jornada 6            |                                 | [ 3 ] |                       |                                |  |

| 12 d'octubre de 1999 | Club Femení Barcelona | 1-1   | Centre d'Esports Sabadell Futbol Club (femení) | Barcelona, Catalunya                        |  |
| Jornada 7            |                       | [ 3 ] |                                                | Zona Esportiva del FC Barcelona Catalunya · |  |

| 17 d'octubre de 1999 | Agrupació Esportiva La Canya (femení) | 2-8   | Club Femení Barcelona | La Canya, Catalunya |  |
| Jornada 8            |                                       | [ 3 ] |                       |                     |  |

| 24 d'octubre de 1999 | Club Femení Barcelona | 8-3   | Club Deportiu Blanes (femení) | Barcelona, Catalunya                        |  |
| Jornada 9            |                       | [ 3 ] |                               | Zona Esportiva del FC Barcelona Catalunya · |  |

| 31 d'octubre de 1999 | Gavanova (femení) | 0-7   | Club Femení Barcelona | Gavà, Catalunya |  |
| Jornada 10           |                   | [ 3 ] |                       |                 |  |

| 14 de novembre de 1999 | Club Femení Barcelona | 3-2   | CF Pardinyes (femení) | Barcelona, Catalunya                        |  |
| Jornada 11             |                       | [ 3 ] |                       | Zona Esportiva del FC Barcelona Catalunya · |  |

| 21 de novembre de 1999 | Unió Esportiva Cornellà (femení) | 2-0   | Club Femení Barcelona | Cornellà de Llobregat, Catalunya |  |
| Jornada 12             |                                  | [ 3 ] |                       |                                  |  |

| 5 de desembre de 1999 | Club Femení Barcelona | (anul·lat per retirada del Torrent de la competició) | Torrent (femení) | Torrent, Comunitat Valenciana |  |
| Jornada 13            |                       | [ 3 ]                                                |                  |                               |  |

| 19 de desembre de 1999 | Club Femení Barcelona | 1-5   | Unió Esportiva L'Estartit (femení) | Barcelona, Catalunya                        |  |
| Jornada 14             |                       | [ 3 ] |                                    | Zona Esportiva del FC Barcelona Catalunya · |  |

| 9 de gener de 2000 | Club de Fútbol Llers (femení) | 1-0   | Club Femení Barcelona | Llers, Catalunya |  |
| Jornada 15         |                               | [ 3 ] |                       |                  |  |

| 23 de gener de 2000 | Club Femení Barcelona | 3-2   | Terrassa Futbol Club (femení) | Barcelona, Catalunya                        |  |
| Jornada 16          |                       | [ 3 ] |                               | Zona Esportiva del FC Barcelona Catalunya · |  |

| 30 de gener de 2000 | Club Futbol Femení Tortosa Ebre | 1-5   | Club Femení Barcelona | Tortosa, Catalunya               |  |
| Jornada 17          |                                 | [ 3 ] |                       | Municipal de Tortosa Catalunya · |  |

| 6 de febrer de 2000 | RCD Espanyol (femení) | 4-3   | Club Femení Barcelona | Barcelona, Catalunya |  |
| Jornada 18          |                       | [ 3 ] |                       |                      |  |

| 13 de febrer de 2000 | Club Femení Barcelona | 0-2   | Llevant Unió Esportiva (femení) | Barcelona, Catalunya                        |  |
| Jornada 19           |                       | [ 3 ] |                                 | Zona Esportiva del FC Barcelona Catalunya · |  |

| 20 de febrer de 2000 | Centre d'Esports Sabadell Futbol Club (femení) | 1-1   | Club Femení Barcelona | Sabadell, Catalunya |  |
| Jornada 20           |                                                | [ 3 ] |                       |                     |  |

| 27 de febrer de 2000 | Club Femení Barcelona | 2-1   | Agrupació Esportiva La Canya (femení) | Barcelona, Catalunya                        |  |
| Jornada 21           |                       | [ 3 ] |                                       | Zona Esportiva del FC Barcelona Catalunya · |  |

| 12 de març de 2000 | Club Deportiu Blanes (femení) | 1-5   | Club Femení Barcelona | Blanes, Catalunya |  |
| Jornada 22         |                               | [ 3 ] |                       |                   |  |

| 19 de març de 2000 | Club Femení Barcelona | 8-2   | Gavanova (femení) | Barcelona, Catalunya                        |  |
| Jornada 23         |                       | [ 3 ] |                   | Zona Esportiva del FC Barcelona Catalunya · |  |

| 26 de març de 2000 | CF Pardinyes (femení) | 0-3   | Club Femení Barcelona | Pardinyes, Catalunya |  |
| Jornada 24         |                       | [ 3 ] |                       |                      |  |

| 9 d'abril de 2000 | Club Femení Barcelona | 3-1   | Unió Esportiva Cornellà (femení) | Barcelona, Catalunya                        |  |
| Jornada 25        |                       | [ 3 ] |                                  | Zona Esportiva del FC Barcelona Catalunya · |  |

| 16 d'abril de 2000 | Torrent (femení) | (anul·lat per retirada del Torrent de la competició) | Club Femení Barcelona | Torrent, Comunitat Valenciana |  |
| Jornada 26         |                  | [ 3 ]                                                |                       |                               |  |